# 619 Triberga
A 619 Triberga egy a Naprendszer kisbolygói közül, amit August Kopff fedezett fel 1906. október 22-én.